# Stazione meteorologica di Pisa San Giusto
La stazione meteorologica di Pisa San Giusto è la stazione meteorologica di riferimento per il Servizio Meteorologico dell'Aeronautica Militare e per l'Organizzazione Mondiale della Meteorologia, relativa alla città di Pisa.

## Caratteristiche
La sua esistenza è già documentata nella carta delle stazioni meteorologiche del Servizio Meteorologico dell'Aeronautica Militare del 1939.
La stazione meteorologica si trova nell'Italia centrale, in Toscana, presso l'aeroporto Galileo Galilei di Pisa, situato nell'omonimo territorio comunale tra la città e il mare (circa 5 km a sud-ovest dal centro storico cittadino), a 1 metro s.l.m. e alle coordinate geografiche 43°40′56.15″N 10°23′43.74″E.
La stazione effettua rilevazioni orarie 24 ore su 24, con osservazioni sullo stato del cielo (nuvolosità in chiaro) e su temperatura, precipitazioni, pressione atmosferica con valore normalizzato al livello del mare, umidità relativa, eliofania, radiazione solare, direzione e velocità del vento.

## Medie climatiche ufficiali

### Dati climatologici 1971-2000
In base alle medie climatiche del trentennio 1971-2000, quelle più recenti in uso, la temperatura media del mese più freddo, gennaio, è di 6,8 °C, mentre quella del mese più caldo, agosto, è di 23,4 °C; mediamente si contano 34 giorni di gelo all'anno e 35 giorni annui con temperatura massima uguale o superiore a 30 °C. Nel trentennio esaminato, i valori estremi di temperatura sono i +38,5 °C dell'agosto 2011 e i -13,8 °C del gennaio 1985.
Le precipitazioni medie annue si attestano a 894 mm, mediamente distribuite in 85 giorni, con minimo in estate, picco in autunno e massimo secondario in primavera.
L'umidità relativa media annua fa registrare il valore di 72,6% con minimo di 68% a luglio e massimi di 77% a novembre e a dicembre; mediamente si contano 51 giorni annui con episodi nebbiosi.
Di seguito è riportata la tabella con le medie climatiche e i valori massimi e minimi assoluti registrati nel trantennio 1971-2000 e pubblicati nell'Atlante Climatico d'Italia del Servizio Meteorologico dell'Aeronautica Militare relativo al medesimo trentennio.

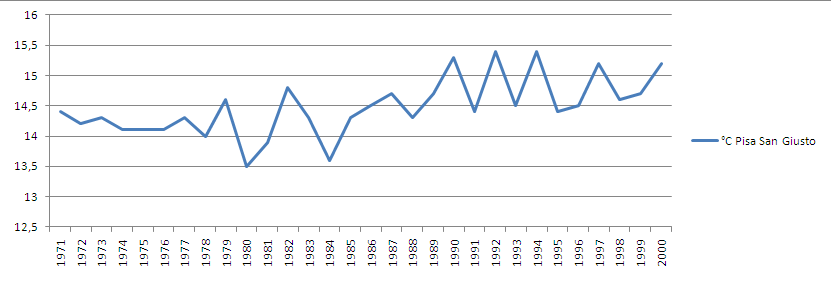
Andamento della temperatura media annua dal 1971 al 2000

| Pisa San Giusto (1971-2000)     | Mesi         | Mesi        | Mesi        | Mesi        | Mesi        | Mesi        | Mesi        | Mesi        | Mesi        | Mesi        | Mesi        | Mesi        | Stagioni | Stagioni | Stagioni | Stagioni | Anno  |
| Pisa San Giusto (1971-2000)     | Gen          | Feb         | Mar         | Apr         | Mag         | Giu         | Lug         | Ago         | Set         | Ott         | Nov         | Dic         | Inv      | Pri      | Est      | Aut      | Anno  |
| ------------------------------- | ------------ | ----------- | ----------- | ----------- | ----------- | ----------- | ----------- | ----------- | ----------- | ----------- | ----------- | ----------- | -------- | -------- | -------- | -------- | ----- |
| T. max. media (°C)              | 11,4         | 12,6        | 15,2        | 17,8        | 22,2        | 26,0        | 29,4        | 29,5        | 25,7        | 20,9        | 15,3        | 11,8        | 11,9     | 18,4     | 28,3     | 20,6     | 19,8  |
| T. min. media (°C)              | 2,2          | 2,5         | 4,4         | 7,2         | 10,7        | 14,1        | 16,7        | 17,2        | 14,3        | 10,7        | 6,1         | 3,4         | 2,7      | 7,4      | 16,0     | 10,4     | 9,1   |
| T. max. assoluta (°C)           | 17,6 (1992)  | 21,0 (1990) | 24,0 (1989) | 27,9 (1975) | 30,9 (1975) | 35,0 (1990) | 37,8 (1983) | 37,0 (1972) | 36,2 (1975) | 30,2 (1990) | 24,0 (1985) | 20,4 (1989) | 21,0     | 30,9     | 37,8     | 36,2     | 37,8  |
| T. min. assoluta (°C)           | −13,8 (1985) | −8,4 (1993) | −8,0 (1973) | −3,2 (1973) | 2,8 (1976)  | 5,8 (1975)  | 8,8 (1975)  | 8,2 (1972)  | 3,8 (1972)  | −2,0 (1972) | −7,2 (1973) | −7,2 (1988) | −13,8    | −8,0     | 5,8      | −7,2     | −13,8 |
| Giorni di calura (Tmax ≥ 30 °C) | 0            | 0           | 0           | 0           | 0           | 3           | 14          | 15          | 3           | 0           | 0           | 0           | 0        | 0        | 32       | 3        | 35    |
| Giorni di gelo (Tmin ≤ 0 °C)    | 10           | 8           | 4           | 1           | 0           | 0           | 0           | 0           | 0           | 0           | 3           | 8           | 26       | 5        | 0        | 3        | 34    |
| Precipitazioni (mm)             | 63,4         | 57,5        | 59,8        | 89,1        | 61,5        | 47,8        | 25,4        | 49,4        | 101,5       | 140,3       | 123,5       | 74,4        | 195,3    | 210,4    | 122,6    | 365,3    | 893,6 |
| Giorni di pioggia               | 8            | 7           | 8           | 10          | 7           | 5           | 3           | 4           | 6           | 9           | 9           | 9           | 24       | 25       | 12       | 24       | 85    |
| Giorni di nebbia                | 7            | 6           | 6           | 5           | 5           | 4           | 2           | 2           | 3           | 5           | 4           | 6           | 19       | 16       | 8        | 12       | 55    |
| Umidità relativa media (%)      | 75           | 71          | 70          | 73          | 73          | 71          | 68          | 69          | 72          | 75          | 77          | 77          | 74,3     | 72       | 69,3     | 74,7     | 72,6  |

### Dati climatologici 1961-1990

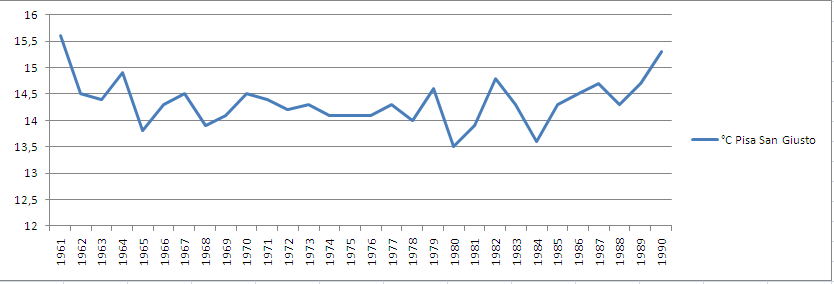
Andamento della temperatura media annua dal 1961 al 1990

In base alla media trentennale di riferimento 1961-1990, ancora in uso per l'Organizzazione meteorologica mondiale e definita attualmente Climate Normal (CLINO), la temperatura media del mese più freddo, gennaio, si attesta a +6,5 °C; quella del mese più caldo, luglio, è di +22,9 °C. Mediamente, si verificano 36 giorni di gelo all'anno. Nel medesimo trentennio, la temperatura minima assoluta ha toccato i -13,8 °C nel gennaio 1985 (media delle minime assolute annue di -6,4 °C), mentre la massima assoluta ha fatto registrare i +38,5 °C nell'agosto 2011 (media delle massime assolute annue di +35,3 °C).
La nuvolosità media annua fa registrare un valore medio giornaliero di 4,2 okta, con massimo in aprile di 4,9 oktae minimo in luglio di 2,8 okta.
Le precipitazioni medie annue, attorno ai 900 mm e distribuite mediamente in 86 giorni, fanno registrare un picco autunnale ed un massimo secondario in primavera.
L'umidità relativa media annua fa registrare il valore di 71,5% con minimo di 67% a luglio e massimo di 76% a dicembre.
L'eliofania assoluta media annua si attesta a 6,2 ore giornaliere, con massimo di 10,2 ore giornaliere a luglio e minimo di 3 ore giornaliere a dicembre.
La pressione atmosferica media annua al livello del mare fa registrare il valore di 1015,3 hPa, con massimi di 1017 hPa a settembre e ad ottobre e minimo di 1013 hPa ad aprile.
Il vento presenta una velocità media annua di 4 m/s, con minimo di 3,7 m/s a maggio e massimo di 4,3 m/s a febbraio; le direzioni prevalenti sono di levante tra settembre ed aprile e di ponente tra maggio ed agosto.
| Pisa San Giusto (1961-1990)                          | Mesi         | Mesi        | Mesi        | Mesi        | Mesi        | Mesi        | Mesi        | Mesi        | Mesi        | Mesi        | Mesi        | Mesi        | Stagioni | Stagioni | Stagioni | Stagioni | Anno    |
| Pisa San Giusto (1961-1990)                          | Gen          | Feb         | Mar         | Apr         | Mag         | Giu         | Lug         | Ago         | Set         | Ott         | Nov         | Dic         | Inv      | Pri      | Est      | Aut      | Anno    |
| ---------------------------------------------------- | ------------ | ----------- | ----------- | ----------- | ----------- | ----------- | ----------- | ----------- | ----------- | ----------- | ----------- | ----------- | -------- | -------- | -------- | -------- | ------- |
| T. max. media (°C)                                   | 10,9         | 12,4        | 14,8        | 18,0        | 21,9        | 25,7        | 29,1        | 28,8        | 25,7        | 21,2        | 15,5        | 11,5        | 11,6     | 18,2     | 27,9     | 20,8     | 19,6    |
| T. min. media (°C)                                   | 2,0          | 2,9         | 4,6         | 7,3         | 10,5        | 14,0        | 16,6        | 16,7        | 14,3        | 10,6        | 6,1         | 2,9         | 2,6      | 7,5      | 15,8     | 10,3     | 9,0     |
| T. max. assoluta (°C)                                | 17,8 (1962)  | 21,0 (1990) | 24,4 (1968) | 27,9 (1975) | 31,1 (1963) | 35,0 (1990) | 37,8 (1983) | 37,0 (1972) | 36,2 (1975) | 30,2 (1990) | 24,0 (1985) | 20,4 (1989) | 21,0     | 31,1     | 37,8     | 36,2     | 37,8    |
| T. min. assoluta (°C)                                | −13,8 (1985) | −7,4 (1965) | −8,0 (1973) | −3,2 (1973) | 1,2 (1962)  | 5,8 (1975)  | 8,8 (1975)  | 8,2 (1972)  | 3,8 (1972)  | −2,0 (1972) | −7,2 (1973) | −7,2 (1988) | −13,8    | −8,0     | 5,8      | −7,2     | −13,8   |
| Giorni di gelo (Tmin ≤ 0 °C)                         | 11           | 8           | 4           | 1           | 0           | 0           | 0           | 0           | 0           | 0           | 3           | 9           | 28       | 5        | 0        | 3        | 36      |
| Nuvolosità (okta al giorno)                          | 4,8          | 4,7         | 4,8         | 4,9         | 4,5         | 4,0         | 2,8         | 3,0         | 3,5         | 4,0         | 4,8         | 4,8         | 4,8      | 4,7      | 3,3      | 4,1      | 4,2     |
| Precipitazioni (mm)                                  | 74,1         | 69,7        | 77,1        | 79,6        | 60,6        | 43,0        | 24,0        | 56,7        | 87,9        | 120,0       | 122,1       | 85,2        | 229,0    | 217,3    | 123,7    | 330,0    | 900,0   |
| Giorni di pioggia                                    | 9            | 8           | 9           | 8           | 7           | 5           | 3           | 4           | 6           | 8           | 10          | 9           | 26       | 24       | 12       | 24       | 86      |
| Umidità relativa media (%)                           | 75           | 71          | 70          | 72          | 72          | 70          | 67          | 68          | 71          | 72          | 74          | 76          | 74       | 71,3     | 68,3     | 72,3     | 71,5    |
| Eliofania assoluta (ore al giorno)                   | 3,4          | 4,3         | 4,9         | 6,4         | 7,8         | 8,9         | 10,2        | 9,0         | 7,3         | 5,7         | 3,7         | 3,0         | 3,6      | 6,4      | 9,4      | 5,6      | 6,2     |
| Radiazione solare globale media (centesimi di MJ/m²) | 533          | 819         | 1 199       | 1 712       | 2 124       | 2 357       | 2 456       | 2 095       | 1 631       | 1 083       | 617         | 449         | 1 801    | 5 035    | 6 908    | 3 331    | 17 075  |
| Pressione a 0 metri s.l.m. (hPa)                     | 1 016        | 1 015       | 1 015       | 1 013       | 1 014       | 1 015       | 1 015       | 1 015       | 1 017       | 1 017       | 1 016       | 1 016       | 1 015,7  | 1 014    | 1 015    | 1 016,7  | 1 015,3 |
| Vento (direzione-m/s)                                | E 4,0        | E 4,3       | E 4,2       | E 4,1       | W 3,7       | W 3,8       | W 3,8       | W 3,8       | E 3,8       | E 3,9       | E 4,0       | E 4,2       | 4,2      | 4,0      | 3,8      | 3,9      | 4,0     |

### Dati climatologici 1951-1980

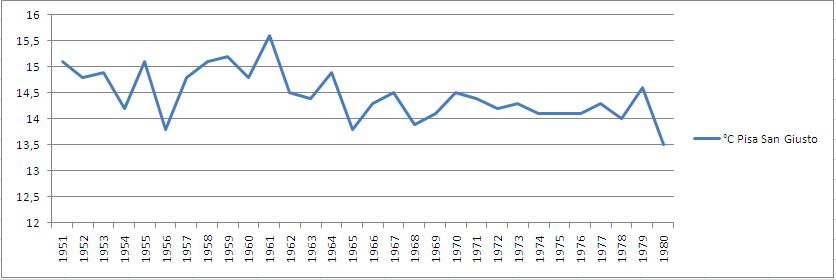
Andamento della temperatura media annua dal 1951 al 1980

In base alle medie climatiche 1951-1980, la temperatura media del mese più caldo, luglio, si attesta a +22,7 °C, mentre la temperatura media del mese più freddo, gennaio, fa registrare il valore di +6,8 °C.
Nel trentennio esaminato, la temperatura massima più elevata di +38,5 °C risale ad agosto 2011, mentre la temperatura minima più bassa di -11,8 °C fu registrata nel gennaio 1968.
| Pisa San Giusto (1951-1980) | Mesi         | Mesi         | Mesi        | Mesi        | Mesi        | Mesi        | Mesi        | Mesi        | Mesi        | Mesi        | Mesi        | Mesi        | Stagioni | Stagioni | Stagioni | Stagioni | Anno  |
| Pisa San Giusto (1951-1980) | Gen          | Feb          | Mar         | Apr         | Mag         | Giu         | Lug         | Ago         | Set         | Ott         | Nov         | Dic         | Inv      | Pri      | Est      | Aut      | Anno  |
| --------------------------- | ------------ | ------------ | ----------- | ----------- | ----------- | ----------- | ----------- | ----------- | ----------- | ----------- | ----------- | ----------- | -------- | -------- | -------- | -------- | ----- |
| T. max. media (°C)          | 11,0         | 12,3         | 14,7        | 18,1        | 22,0        | 25,6        | 28,7        | 28,4        | 25,5        | 20,8        | 15,3        | 11,7        | 11,7     | 18,3     | 27,6     | 20,5     | 19,5  |
| T. min. media (°C)          | 2,5          | 3,3          | 4,9         | 7,2         | 10,7        | 14,3        | 16,6        | 16,7        | 14,3        | 10,4        | 6,6         | 3,5         | 3,1      | 7,6      | 15,9     | 10,4     | 9,3   |
| T. max. assoluta (°C)       | 19,0 (1955)  | 20,5 (1953)  | 24,4 (1968) | 27,9 (1975) | 31,6 (1953) | 34,4 (1963) | 37,0 (1952) | 37,0 (1972) | 36,2 (1975) | 29,5 (1956) | 22,6 (1963) | 19,4 (1959) | 20,5     | 31,6     | 37,0     | 36,2     | 37,0  |
| T. min. assoluta (°C)       | −11,8 (1968) | −11,2 (1956) | −8,0 (1973) | −3,2 (1973) | 1,2 (1962)  | 5,8 (1975)  | 8,8 (1975)  | 8,2 (1972)  | 3,8 (1972)  | −2,0 (1972) | −7,2 (1973) | −7,0 (1973) | −11,8    | −8,0     | 5,8      | −7,2     | −11,8 |

## Valori estremi

### Temperature estreme mensili dal 1949 ad oggi
Nella tabella sottostante sono riportate le temperature massime e minime assolute mensili, stagionali ed annuali dal settembre 1949 ad oggi, con il relativo anno in cui si queste si sono registrate; i dati finora validati dal Servizio Meteorologico dell'Aeronautica Militare iniziano dal 1951. Nel periodo esaminato, la temperatura minima assoluta ha toccato i -13,8 °C nel gennaio 1985, mentre la massima assoluta ha fatto registrare i +38,5 °C dell'agosto 2011 (i +39,0 °C registrati il 29 luglio 2005 risultando sovrastimati di almeno 2 °C nel confronto con i dati rilevati da altre stazioni limitrofe).
| Pisa San Giusto (1949-2023) | Mesi         | Mesi         | Mesi        | Mesi        | Mesi        | Mesi        | Mesi        | Mesi        | Mesi        | Mesi        | Mesi        | Mesi        | Stagioni | Stagioni | Stagioni | Stagioni | Anno  |
| Pisa San Giusto (1949-2023) | Gen          | Feb          | Mar         | Apr         | Mag         | Giu         | Lug         | Ago         | Set         | Ott         | Nov         | Dic         | Inv      | Pri      | Est      | Aut      | Anno  |
| --------------------------- | ------------ | ------------ | ----------- | ----------- | ----------- | ----------- | ----------- | ----------- | ----------- | ----------- | ----------- | ----------- | -------- | -------- | -------- | -------- | ----- |
| T. max. assoluta (°C)       | 19,0 (1955)  | 21,0 (1990)  | 24,5 (2021) | 27,9 (1975) | 34,0 (2022) | 37,6 (2002) | 38,0 (2022) | 38,5 (2011) | 36,4 (1949) | 31,7 (2023) | 24,0 (1985) | 20,4 (1989) | 21,0     | 34,0     | 38,5     | 36,4     | 38,5  |
| T. min. assoluta (°C)       | −13,8 (1985) | −11,2 (1956) | −8,0 (1973) | −5,0 (2003) | 1,2 (1962)  | 5,8 (1975)  | 8,8 (1975)  | 8,2 (1972)  | 3,8 (1972)  | −2,0 (1972) | −7,2 (1973) | −7,2 (1988) | −13,8    | −8,0     | 5,8      | −7,2     | −13,8 |

### Temperature estreme decadali dal 1949 in poi
Di seguito sono riportate le temperature estreme decadali registrate dal settembre 1949 in poi, con la relativa data in cui si sono verificate.
| Decadi          | Temperature massime assolute e relative date                                                 | Temperature minime assolute e relative date     |
| --------------- | -------------------------------------------------------------------------------------------- | ----------------------------------------------- |
| 1°-10 gennaio   | +17,8 °C il 1º gennaio 1962                                                                  | -10,2 °C il 10 gennaio 1985                     |
| 11-20 gennaio   | +18,0 °C il 19 gennaio 2007                                                                  | -13,8 °C il 12 gennaio 1985                     |
| 21-31 gennaio   | +19,0 °C il 29 gennaio 1955                                                                  | -7,0 °C il 29 gennaio 1976                      |
| 1°-10 febbraio  | +19,2 °C il 9 febbraio 1966                                                                  | -7,0 °C il 1º febbraio 1963                     |
| 11-20 febbraio  | +20,0 °C il 20 febbraio 1990                                                                 | -11,2 °C il 15 febbraio 1956                    |
| 21-29 febbraio  | +21,0 °C il 23 febbraio 1990                                                                 | -8,4 °C il 24 febbraio 1993                     |
| 1°-10 marzo     | +22,5 °C il 10 marzo 2017                                                                    | -8,0 °C il 1º marzo 1973                        |
| 11-20 marzo     | +23,2 °C il 15 marzo 1990                                                                    | -4,8 °C il 18 marzo 1973                        |
| 21-31 marzo     | +24,5 °C il 31 marzo 2021                                                                    | -3,6 °C il 24 marzo 1998                        |
| 1°-10 aprile    | +25,4 °C il 7 aprile 1961                                                                    | -5,0 °C l'8 aprile 2003                         |
| 11-20 aprile    | +26,2 °C il 17 aprile 2013                                                                   | -2,1 °C il 15 aprile 1973                       |
| 21-30 aprile    | +27,9 °C il 22 aprile 1975                                                                   | -1,0 °C il 26 aprile 1967                       |
| 1°-10 maggio    | +31,0 °C il 6 maggio 2003                                                                    | +1,2 °C il 2 maggio 1962                        |
| 11-20 maggio    | +31,3 °C il 13 maggio 1958                                                                   | +3,9 °C il 14 maggio 1973                       |
| 21-31 maggio    | +34,0 °C il 27 maggio 2022                                                                   | +4,2 °C il 28 maggio 1991                       |
| 1°-10 giugno    | +34,0 °C il 9 giugno 2014 e il 4 giugno 2022                                                 | +5,8 °C il 7 giugno 1975                        |
| 11-20 giugno    | +36,4 °C il 19 giugno 2002                                                                   | +6,2 °C il 12 giugno 1974                       |
| 21-30 giugno    | +37,6 °C il 23 giugno 2002                                                                   | +9,4 °C il 28 giugno 1980                       |
| 1°-10 luglio    | +37,0 °C il 4 luglio 1952                                                                    | +8,8 °C il 1º luglio 1975                       |
| 11-20 luglio    | +38,0 °C il 18 luglio 2022                                                                   | +10,6 °C il 19 luglio 1981 e il 13 luglio 2000  |
| 21-31 luglio    | +37,8 °C il 30 luglio 1983                                                                   | +10,8 °C il 23 luglio 1968                      |
| 1°-10 agosto    | +38,2 °C il 5 agosto 2003                                                                    | +11,6 °C il 9 agosto 1955                       |
| 11-20 agosto    | +37,6 °C il 19 agosto 2012                                                                   | +8,2 °C il 20 agosto 1972                       |
| 21-31 agosto    | +38,5 °C il 22 agosto 2011                                                                   | +8,4 °C il 27 agosto 1981                       |
| 1°-10 settembre | +36,4 °C il 5 settembre 1949                                                                 | +7,8 °C l'8 settembre 1996                      |
| 11-20 settembre | +36,2 °C il 17 settembre 1975                                                                | +6,1 °C il 18 settembre 1971                    |
| 21-30 settembre | +31,7 °C il 21 settembre 1993                                                                | +3,8 °C il 29 settembre 1972                    |
| 1°-10 ottobre   | +29,5 °C il 1º ottobre 1956 e il 10 ottobre 1970                                             | +0,3 °C il 7 ottobre 1971                       |
| 11-20 ottobre   | +30,2 °C il 12 ottobre 1990                                                                  | +1,1 °C il 19 ottobre 1970                      |
| 21-31 ottobre   | +27,2 °C il 22 ottobre 2019                                                                  | -2,0 °C il 22 ottobre 1972                      |
| 1°-10 novembre  | +24,0 °C il 10 novembre 1985 e il 3 novembre 2004                                            | -2,6 °C il 6 novembre 1988 e il 6 novembre 1995 |
| 11-20 novembre  | +22,0 °C il 13 novembre 1954, il 16 novembre 1963, il 12 novembre 1969 e il 13 novembre 2013 | -5,2 °C il 15 novembre 1981                     |
| 21-30 novembre  | +22,0 °C il 27 novembre 2002                                                                 | -7,2 °C il 28 novembre 1973                     |
| 1°-10 dicembre  | +21,0 °C il 1 dicembre 2023                                                                  | -7,0 °C il 4 dicembre 1973 e il 9 dicembre 1980 |
| 11-20 dicembre  | +20,4 °C il 16 dicembre 1989                                                                 | -7,2 °C il 18 dicembre 1988                     |
| 21-31 dicembre  | +18,0 °C il 23 dicembre 1995 e il 28 dicembre 2012                                           | -6,8 °C il 31 dicembre 1980                     |